# Goriška (regija)
Goriška regija je jedna od dvanaest statističkih regija Slovenije. Po podacima iz 2005. u regiji živi 119.628 stanovnika.
Regija obuhvaća općine:
- Općina Ajdovščina
- Općina Bovec
- Općina Brda
- Općina Cerkno
- Općina Idrija
- Općina Kanal ob Soči
- Općina Kobarid
- Općina Miren – Kostanjevica
- Općina Nova Gorica
- Općina Renče-Vogrsko
- Općina Šempeter – Vrtojba
- Općina Tolmin
- Općina Vipava

## Poveznice
- Goriška